# Helena (obra)

Helena de Troya por Evelyn De Morgan.

Helena (en griego antiguo: Ἑλένη Helénē) es el título de una tragedia de Eurípides que está datada en el año 412 a. C.

## Versión mítica
Eurípides no sigue en esta obra la versión más popular del mito: la de que Helena, reina consorte de Esparta, abandona a su marido Menelao para fugarse con el frigio Paris a la ciudad de Troya, desencadenando así una guerra que involucra a muchos reinos y causa muchas muertes. 
En cambio, refiere que no es Helena quien es raptada por Paris o se fuga con él, sino un espectro hecho de polvo de nube con la forma de Helena. La auténtica Helena es recogida por el dios Hermes y llevada a Egipto, donde reina Proteo. Allí es requerida en matrimonio por el hijo del rey Teoclímeno, episodio este que es introducido por Eurípides. 
Esta versión, por tanto, pretende eximir a Helena de toda responsabilidad en la guerra de Troya.

## Personajes
- HELENA.
- TEUCRO.
- MENELAO.
- Una ANCIANA.
- Un MENSAJERO GRIEGO.
- Un MENSAJERO EGIPCIO.
- TEÓNOE.
- TEOCLÍMENO.
- Un SIERVO.
- CÁSTOR.
- PÓLUX.
- Coro de cautivas griegas.

## Argumento
Hera, Afrodita y Atenea acudieron a Paris para que eligiera a la más bella. Paris eligió a Afrodita a cambio de poseer a la hermosa Helena. Paris va a Esparta en su búsqueda, pero Hermes la sustituye por un simulacro «hecho de nube» con aspecto de Helena, que es la que llega a Troya. Los aqueos y los troyanos libraron una guerra por un espectro, por un nombre, no por la auténtica Helena, que había sido transportada a Egipto.
Ese país, Egipto, es el lugar donde se desarrolla la acción, en concreto en la tumba del rey Proteo, quien mientras vivió veló por la virtud de Helena respetando su lecho por consideración a Menelao, rey de Esparta, su esposo. 
Llega Teucro, que viene de combatir en Troya, e informa a Helena, sin conocerla, de todos los males que allí se han sufrido por culpa de la mujer de Menelao. Han sido diez años de lucha, y otros siete posteriores errando por los mares tras una tormenta que dispersó al ejército aqueo. Informa a Helena de la muerte de su madre Leda, que se suicidó por vergüenza del comportamiento de su hija.
Helena deplora su situación, pues Teoclímeno, hijo del fallecido rey Proteo, es quien ahora reina en Egipto y la quiere desposar. Lamenta su posición de esclava, aclarando que, entre los bárbaros, todos son esclavos menos uno: el rey. Teme lo peor acerca del destino de su marido Menelao.
Este, tras naufragar su barco, se encuentra con una anciana que le informa sobre el rey Teoclímeno, que quiere desposar a Helena y que persigue a los aqueos. Menelao empieza a sospechar que Helena está viva, pero teme por su vida. Decide hacer frente a la situación porque 

«un sabio proverbio dice que nada hay más poderoso que la necesidad»,

y no hay muchas más posibilidades.
Helena ha ido a consultar a la adivina Teónoe, que la informa de que Menelao no ha muerto, que anduvo errante por los mares, y que ahora ha naufragado no lejos del lugar donde se hallan. Helena se encuentra con Menelao, y ambos se reconocen. Menelao duda de que sea la verdadera Helena, pero, al comunicarle un mensajero que la Helena que venía con ellos desde Troya se ha desvanecido en el aire, se convence de que la que tiene enfrente ahora es la verdadera. El mensajero hace un análisis de lo acontecido y señala que hay que respetar a los dioses pero dejarse de adivinaciones, puesto que la razón y la prudencia son los mejores adivinos.
Teónoe, hermana del rey Teoclímeno, se encuentra en la disyuntiva de avisar a su hermano, con el consiguiente peligro de muerte para Menelao, o favorecer a este y enfrentarse con Teoclímeno. Helena la convence hablando de este modo: 

«Si abrazaras la causa de tu injusto hermano, sería vergonzoso que, conociendo todo lo divino, lo que es y lo que será, no conocieses lo que es justo».

Helena idea la fórmula de escapar al peligro que supone Teoclímeno: se viste de luto y convence a este para que se le hagan unos funerales, según la costumbre griega, a Menelao, muerto en el mar. Para ello necesitan un barco que el rey presta, y nombra a Menelao, disfrazado, capitán. Una vez en alta mar, tras vencer a la tripulación de Teoclímeno, huyen a Esparta. Un mensajero comunica los hechos a Teoclímeno, y aparecen los Dióscuros, que le mandan que acepte su suerte.

## Sobre la obra
Se representó en el 412 a. C. Eurípides sigue la versión de Estesícoro y la de Heródoto
Helena vuelve a ser una casta mujer, digna de todo encomio, pero sin el carácter propio de los personajes femeninos de Eurípides, que suele crear mujeres fuertes, inteligentes, hábiles, pletóricas. No obstante su falta de carácter, Helena es la autora intelectual de la solución al grave problema generado en la trama. Después de todo, las mujeres que emplea Eurípides como personajes suelen resaltar sobre las figuras masculinas en cuanto a inteligencia y astucia. 
Pero a cambio de renunciar a su tipo de heroína, Eurípides crea una obra que se acerca al teatro posterior. Rompe con Esquilo y Sófocles, y crea unos personajes más ligeros, con unos lazos repetidos luego en la literatura universal.
Eurípides, al igual que en otras de sus obras, hace una crítica al culto de los dioses, al arte adivinatoria, y aboga por la razón y la prudencia como modelo de conducta. El coro así lo refleja cuando canta: 

«¿Qué mortal podrá distinguir, después de interminables búsquedas, qué es dios y qué no es dios, o qué está en medio de ambos términos, cuando ve que los dioses obran primero en un sentido y luego en el contrario?».